# Martin Bystedt
Martin Olof Gunnar Bystedt, född 9 januari 1982 i Kungsbacka, är en svensk före detta handbollsspelare, vänsterhänt högersexa.

## Karriär
Martin Bystedts moderklubb är HK Aranäs men han spelade hela seniorkarriären i HK Drott. Han kom till Drott som juniorspelare 2000. Martin Bystedt har spelat flest matcher (340 stycken) i elitserien för HK Drott genom tiderna. Han gjorde 717 mål i dessa  elitseriematcher. 2002 och 2013 vann han SM-guld med klubben. 2010 var han med och förlorade finalen mot IK Sävehof. Efter att ha avslutat karriären 2015 gjorde han comeback i Drott 2017. Två år senare skrev han kontrakt med HK Varberg.

## Landslagskarriär
Martin Bystedt var med Sveriges U-19 landslag 2001 och vann J-EM-brons och två år senare vann hann U-21 VM-guld i Brasilien. Han spelade 61 ungdomslandskamper och fick 2001-2002 spela 2 A-landskamper för Sverige.

## Landslagmeriter
- U VM-guld med Sveriges U-21 herrlandslag i handboll[7]
- J-EM-brons med Sveriges U-19 herrlandslag i handboll